# المركز الدولي للصحفيين
المركز الدولي للصحفيين (ICFJ) (بالإنجليزية: International Center for Journalists)‏ هو مؤسسة غير ربحية، تهدف إلى خدمة وتطوير الصحفيين وتقديم لهم دورات لتطوير الأداء الصحفي حول العالم.
يقع المركز الدولي للصحفيين في واشنطن العاصمة، ويروج لفكرة أهمية استقلال وسائل الإعلام لتحسين التفاعل الثقافي في المجتمعات.
عمل المركز الدولي للصحفيين منذ عام 1984 مع أكثر من 70000 صحافي من 180 بلدا خلال 27 عام، وكان الهدف رفع مستوى الصحافة في العالم.
يقدم المركز دورات تدريبية وورشات عمل ومحاضرات وتبادل دولي لمسؤولين إعلاميين وصحافين من كل أنحاء العالم.

## أهداف المركز
1. أن يكون لها تأثير في جميع أنحاء العالم من خلال إعطاء الصحفيين الدورات التدريبية اللازمة لإنشاء ودعم وسائل الإعلام المستقلة في جميع أنحاء العالم.
2. يحاول المركز مساعدة الصحافيين في إبقائه على اطلاع على أحدث ما توصل عليه التطور في وسائل الاعلام وتدريبهم على أحدث وسائل الإعلام الرقمية(وسائط رقمية).
3. كما يأمل بتدريب فئة من الصحفيين في التخصصات التالية: الصحة، والأعمال التجارية، وقضايا البيئة وذلك لتوفير معلومات كافية عن أهم قضايا العالم في الوقت الحاضر.
4. يسعى المركز إلى تمكين الصحفين من استخدام كافة الأدوات اللازمة لتغطية أهم الاحداث التي تطرأ من حولنا.

تجدر الإشارة إلى ان المركز يقيم دورات تدريبية وورشات عمل في مختلف أنحاء العالم مثل الصين والمكسيك وباكستان وغانا، وكذلك في بعض من الدول العربية مثل مصر وتونس والمملكة الأردنية الهاشمية في عمان في مقر معهد الإعلام الأردني.

## وصلات خارجية
- موقع المركز